# Glacier de Biafo
Le glacier de Biafo est un très grand glacier du Cachemire septentrional, situé à 3 000 mètres d'altitude dans le massif du Karakoram (Pakistan). D'une superficie de 344 km2, il mesure 63 km de long et compte parmi les trois plus grands glaciers de la Terre. Le glacier de Biafo alimente un émissaire lui-même affluent de l'Indus, le Shigar.